# Bjertnestunet
Bjertnestunet är en tätort i Nes kommun i Akershus fylke i sydöstra Norge. Orten ligger vid sidan av fylkesväg 1581, nära Europaväg 16, Kongsvingerbanan och älven Glomma, nordöst om kommunens centralort Årnes.